# Coral Club
Coral Club — международная компания прямых продаж и сетевого маркетинга, специализирующаяся на распространении БАД и товаров для здоровья. Продукция компании производится в таких странах: США, Канада, Германия, Армения, Норвегия, Франция, Япония, Тайвань, Южная Корея и Россия. Филиалы компании представлены в 35 странах, а доставка продукции осуществляется в 175 стран мира.

## История
Компания начала свою работу в 1998 году в Торонто, Канада с продвижения ключевого продукта Alka-Mine для улучшения физиологических свойств воды.
В 1999 году Эрик Меграбян стал бизнес-партнёром Леонида Лаппа и совладельцем Coral Club. В этом же году Рольф Эрикссон, владелец прав на Alka-Mine по всему миру, передал эксклюзивные права на продажу Alka-Mine (позже Coral-Mine) компании Coral Club. И в этом же году партнером Coral Club становится компания «Royal Body Care».
В ноябре 2000 года у компании появились новые продукты: диетические добавки, пищевые добавки, товары для красоты, антивозрастные средства, товары для дома и тому подобное.
В 2008 году владельцы компании Леонид Лапп и Эрик Меграбян решили развивать продукты исключительно под собственной торговой маркой. Общее количество партнеров-дистрибьюторов Coral Club в 2008 году увеличилось на 25 %. В 2019 году рост количества новых клиентов Coral Club составил 20 %.
В 2019 году компания представила липосомальные продукты для постсоветских государств.
В 2020 году в собственности компании Coral Club насчитывалось 288 магазинов, а доставка продукции осуществлялась в 175 стран мира. Ассортимент продукции составлял более 170 товаров для здоровья, красоты и домашнего обихода произведенных в США, Канаде, Германии, Армении, Норвегии, Франции, Японии, Тайване, Южной Корее и России. В 2021—2022 годах Coral Club реализовал три крупных онлайн-проекта и создал собственную платформу для проведения онлайн-мероприятий. Общий охват диджитал-проектов компании составил около 3 млн человек.

## Научные исследования
Также проводились научные исследования влияния продуктов компании на окислительно-восстановительный потенциал питьевой воды. Результатами исследований было показано, что при обработке воды коралловым кальцием ее окислительно-восстановительный потенциал смещается на оптимальное значение для межклеточных жидкостей тканей организма.

## Бизнес-модель
В качестве бизнес-модели Coral Club использует прямые продажи и сетевой маркетинг с многоуровневой системой компенсации. Маркетинговый план Coral Club дает возможность получать вознаграждение в зависимости от ежемесячного оборота.
В компании также работает академия для повышения квалификации партнеров.

## Награды
2006 год — минеральная композиция «ALKA-MINE» награждена Почётной медалью «За вклад в укрепление здоровья нации», имени И. И. Мечникова.
2019 год — витаминно-минеральный комплекс нового поколения Yummy Vits Orange от Coral Club получил международную награду «Инновационный продукт года».

## Владельцы и руководство
Леонид Лапп — президент и основатель компании. Эрик Меграбян — генеральный директор Coral Club. Он стал партнером Леонида Лаппа сразу после запуска компании.

## Конфликты
В октябре 2011 года в России производитель биологически активных добавок Coral Club International проиграл «репутационный» спор телекомпании НТВ.
В мае 2023 года в Латвии Центр защиты прав потребителей принял решение наложить штраф в размере 15 000 евро на Винету Медунецку, дистрибьютора продукции компании сетевого маркетинга Coral Club, и обязал её прекратить недобросовестную коммерческую практику. Центр обнаружил, что, помимо других нарушений, были сделаны вводящие в заблуждение заявления о лечебных свойствах пищевых добавок.